# Vương quốc Hasmoneus
Vương quốc Hasmoneus (/ hæzmə ˡ niən / Tiếng Do Thái: חשמונאים, Hashmonayim, âm thanh) là một nhà nước độc lập của người Do Thái tồn tại từ 140 TCN đến 37 TCN.
Nhà Hasmoneus đã được thành lập dưới sự lãnh đạo của Simon Maccabaeus, 2 thập kỉ sau khi anh trai Judah của Maccabee đánh bại những đạo quân Seleukos trong Cuộc nổi dậy Maccabee năm 165 TCN. Vương quốc Hasmoneus tồn tại trong 103 năm trước khi bị thay thế bởi nhà Herod vào năm 37 TCN. Thậm chí sau đó, Herod Đại đế vẫn còn muốn tăng cường cho quyền thừa kế hợp pháp của triều đại của mình bằng việc kết hôn với một công chúa nhà Hasmoneus, Mariamne. Để chắc chắn, ông còn cho dìm chết người đàn ông cuối cùng của dòng họ Hasmoneus ở vùng Jericho, đảm bảo không còn người nào có thể kế thừa ảnh hưởng của nhà Hasmoneus.
Theo các nguồn lịch sử bao gồm cả các sách 1 Maccabee, 2 Maccabee và phần đầu của cuốn Các cuộc chiến tranh của người Do Thái của nhà lịch sử Do Thái Josephus (37-c. 100 CN), Vương quốc Hasmonean được thành lập sau một cuộc nổi dậy thành công của người Do Thái chống lại vương quốc Seleukos của vua Antiochos IV. Sau khi cuộc xâm lược Israel thành công, quân đội Ptolemaios Ai Cập đã bị cản trở phát triển thêm nữa bởi ảnh hưởng của Cộng hòa La Mã. Ông ta đã chuyển sang kiểm soát nghiêm ngặt hơn lên toàn bộ Israel, cướp phá Jerusalem và đền thờ, đàn áp tôn giáo của người Do Thái và đồng hóa văn hóa, đưa nền văn hóa Hy Lạp vào.
Việc nổ ra Cuộc nổi dậy Maccabe bắt đầu thời kì 25 năm độc lập của người Do Thái. Cuộc nổi dậy này đã góp phần làm mất ổn định và dẫn đến sự diệt vong của vương quốc Seleukos, cùng với sự tấn công bằng sức mạnh quân sự đang lên của Cộng hòa La Mã và đế quốc Parthia.
Hyrcanus II và Aristobulus II, những người cháu trai của Simon vĩ đại đã trở thành những con tốt thí trong cuộc chiến giữa Julius Caesar và Pompey mà kết cục là vương quốc nằm dưới sự giám sát của chính quyền La Mã ở Syria (64 TCN). Cái chết của Pompey (48 TCN) và Ceasar (44 TCN), và sự liên quan đến cuộc nội chiến của La Mã đã nới lỏng sự chú ý của người La Mã đối với Israel, cho phép dòng họ Hasmonean trở lại cùng với đế quốc Parthia. Nền độc lập ngắn ngủi này nhanh chóng bị tiêu diệt bởi người La Mã dưới quyền Mark Antony và Octavian. Việc sắp đặt Herod Đại đế như là vua của Israel và là một quốc gia phụ thuộc La Mã đã đặt dấu chấm hết cho nhà Hasmonean. Năm 44 SCN, La Mã đã sắp đặt cho một tỉnh trưởng người La Mã cùng với sự cai trị của các vị vua nhà Herod (cụ thể là Agrippa I 41-44 và Agrippa II 50-100, xem thêm tỉnh Iudaea).

## Bối cảnh

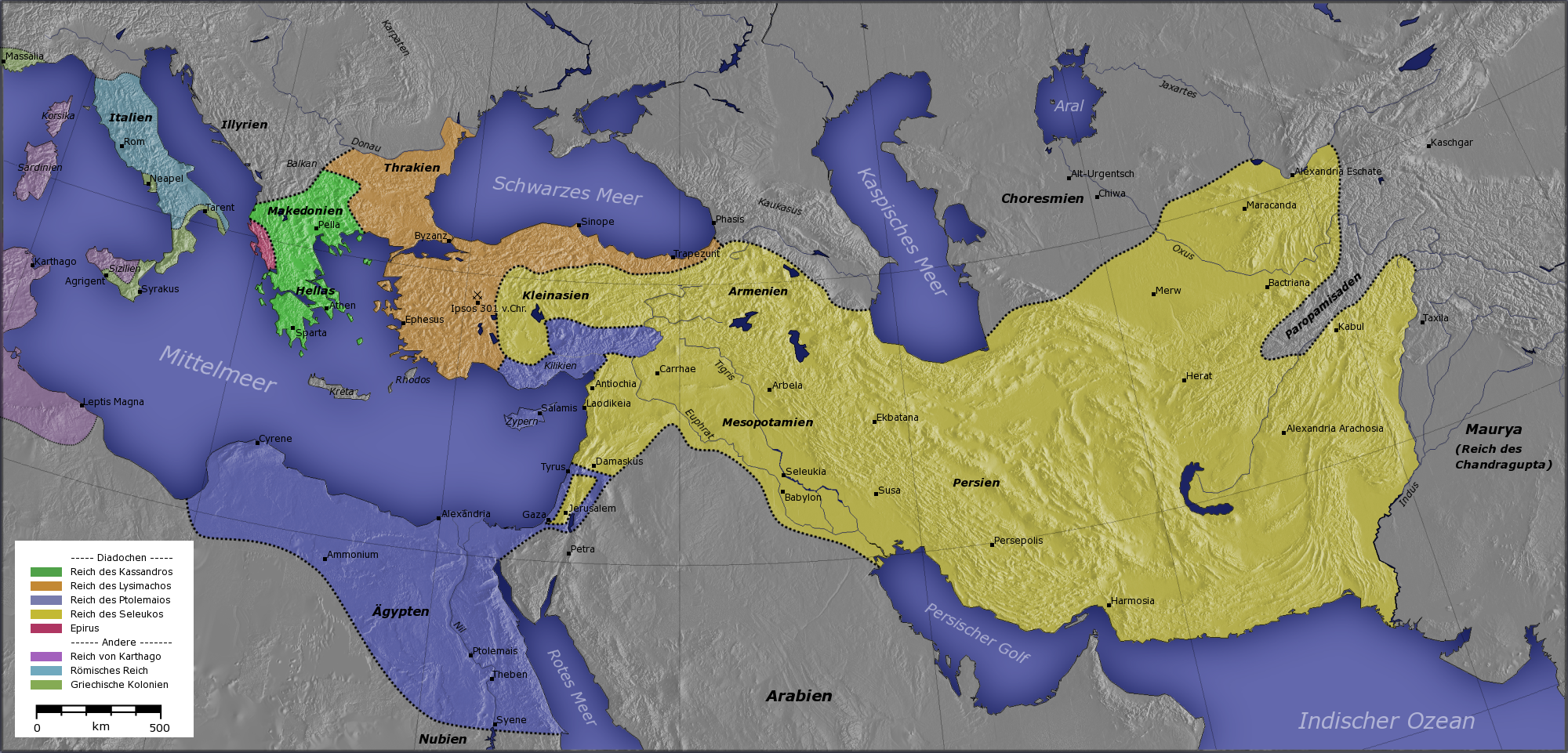
Tại thời điểm đầu thế kỉ thứ 2 TCn, vương quốc Seleukos (màu vàng) xâm chiếm Israel dưới sự cai trị của nhà Ptolemaios Ai Cập (xanh đậm).

Các vùng đất trước đây của Vương quốc Israel và Vương quốc Judah (khoảng 930 TCN-586 TCN), đã bị chiếm đóng bởi người Babylon, đế quốc Achaemenes, và Alexandros Đại đế của đế quốc Macedonia thời Hy Lạp hóa (khoảng 330 TCN), mặc dù vậy việc thực hành tôn giáo và văn hóa của người Do Thái vẫn tiếp tục tồn tại và thậm chí phát triển mạnh mẽ trong thời gian nhất định. Toàn bộ khu vực này đã là nơi tranh chấp của các quốc gia thừa kế của đế quốc Alexandros, các tổng trấn của vương quốc Seleukos và vương quốc Ptolemaios ở Ai Cập trong suốt 6 cuộc chiến tranh Syria từ thế kỉ thứ 3 đến thế kỉ 1 TCN:
Sau hai thế kỷ hòa bình dưới sự cai trị của đế quốc Ba Tư, vương quốc Do thái một lần nữa được bắt gặp ở giữa cuộc tranh giành quyền lực giữa hai đế quốc lớn: vương quốc Seleukos với thủ đô ở Syria về phía Bắc và vương quốc Ptolemaios với thủ đô ở Ai Cập về phía nam... Giữa những năm 319 tới 302 TCN, Jerusalem đã thay đổi phe tới 7 lần.
Dưới thời Antiochos III nhà Seleukos, cuối cùng đã kiểm soát được Israel từ tay nhà Ptolemaios, đánh bại Ptolemaios V Epiphanes trong trận Panium năm 198 TCN. Nhà Seleukos cai trị toàn bộ người Do Thái của khu vực này dẫn đến sự nổi lên của các tập quán của văn hóa Hy Lạp và tôn giáo.

## Nguồn gốc lịch sử

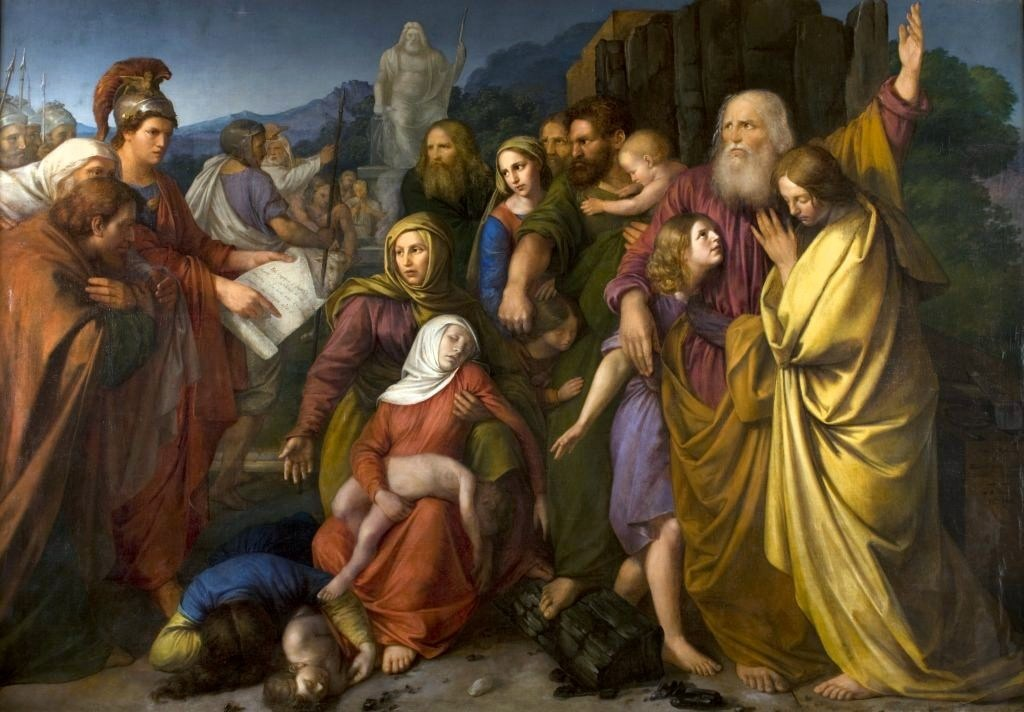
Wojciech Stattler's Machabeusze (Maccabees), 1844

### Hy Lạp hóa

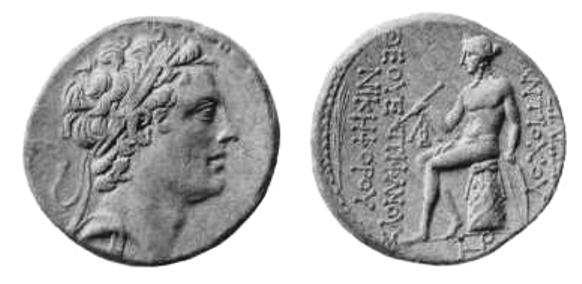
Đồng tiền với chân dung Antiochus IV. Reverse shows Apollo seated on an omphalos. The Greek inscription reads ΒΑΣΙΛΕΩΣ ΑΝΤΙΟΧΟΥ ΘΕΟΥ ΕΠΙΦΑΝΟΥ ΝΙΚΗΦΟΡΟΥ (King Antiochus, the holy Ephiphanus, Nikanor.

## Xem thêm

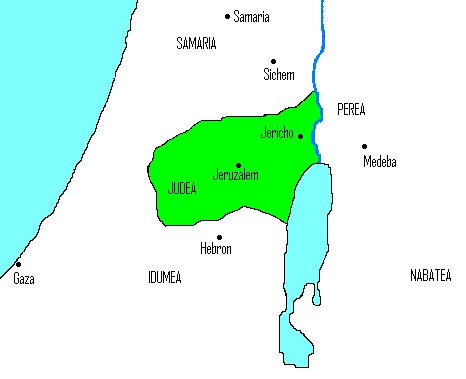
Judea dưới thời Judas Maccabeus
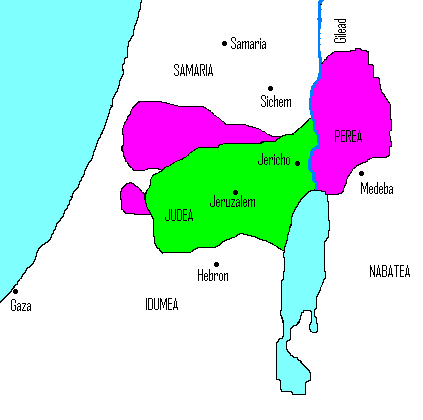
Judea dưới thời Jonathan Maccabaeus
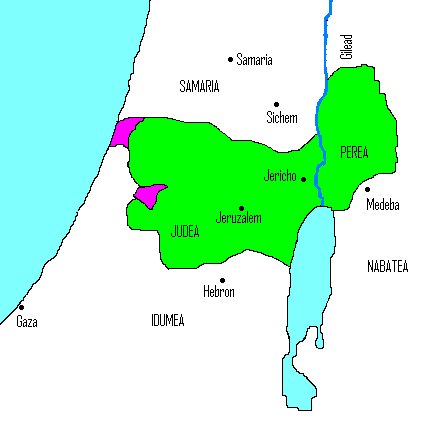
Vương quốc Hasmonean thời Simon Maccabaeus
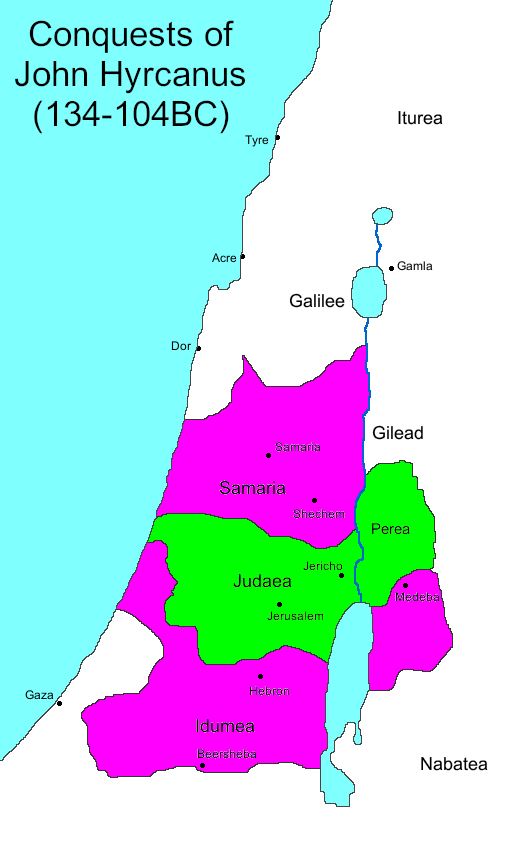
Hasmonean Kingdom under John Hyrcanus
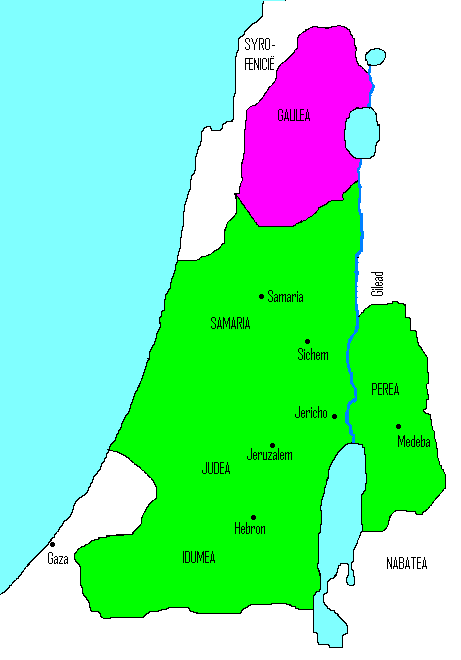
Hasmonean Kingdom under Aristobulus
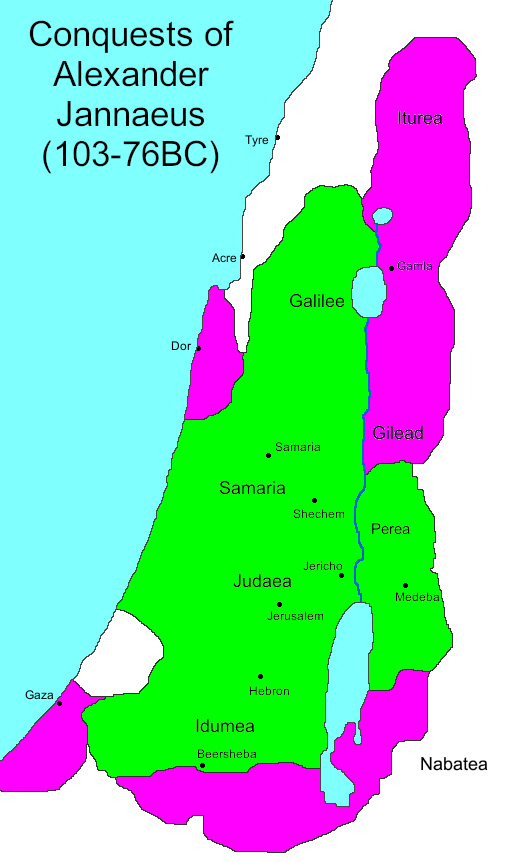
Hasmonean Kingdom under Alexander Jannaeus
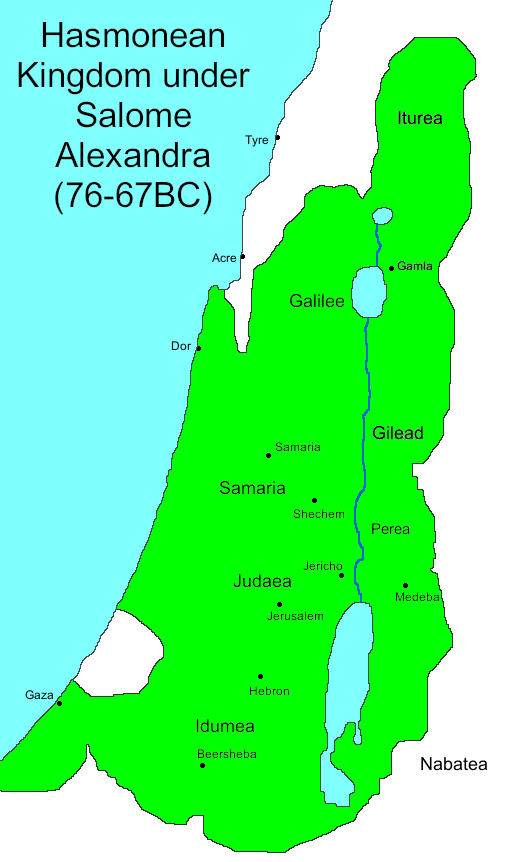
Hasmonean Kingdom under Salome Alexandra
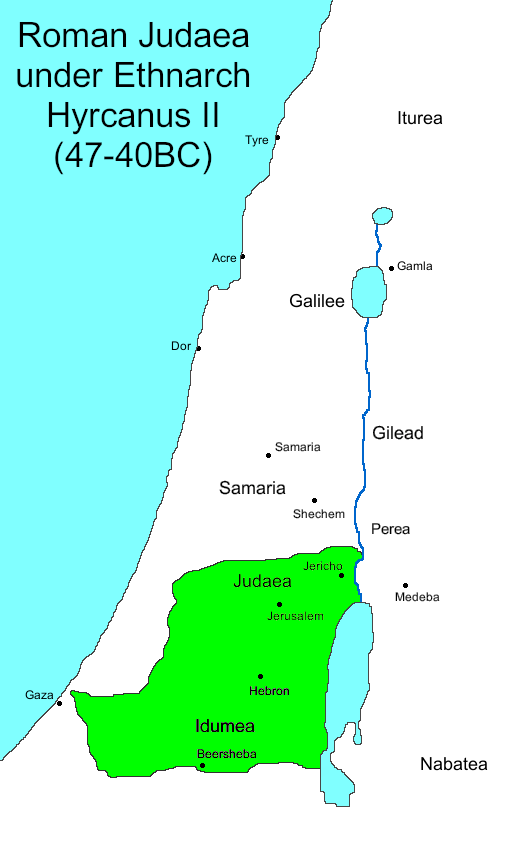
Roman Judea under Hyrcanus II